# 尤努斯·马尔勒
尤努斯·马尔勒（土耳其語：Yunus Mallı，1992年2月24日—）是一位拥有德国国籍的土耳其裔足球运动员，現效力於土超俱乐部科尼亞，同时亦代表土耳其国家足球队参赛，在场上司职前腰。

## 家庭
作为德国土耳其移民的儿子，马尔勒出生于黑森州的卡塞尔；在他之后还有一个弟弟。马尔勒于2008年放弃土耳其公民权，并获得德国国籍。然而在2015年10月，他又重新接受土耳其身份，以便代表土耳其足球总会参加比赛。

## 足球生涯

### 俱乐部
在2010-11赛季，拥有娴熟技术和良好比赛阅读能力的马尔勒进入门兴格拉德巴赫二队，并代表该队参加了11场地区联赛及射入2球。一年后，他又于2011-12赛季转会至德甲俱乐部美因茨05，并与新东家签约至2013年。马尔勒的德甲首秀发生于2011年10月22日，在这场对阵柏林赫塔的比赛中，他于第73分钟替换登场亮相。他代表美因茨05取得的首个正式比赛入球是在2012-13赛季德国杯第二轮对阵奥厄的比赛中射入；首个德甲入球则是在2013年1月26日（第19轮），客场对阵菲尔特的比赛于第66分钟完成，将场上比分改写为2比0。至2015年9月18日，马尔勒又在主场以3比1战胜霍芬海姆的德甲联赛中首次完成帽子戏法。
马尔勒与美因茨05的合同将延续至2018年。

### 国家队
马尔勒曾入选多个年龄组别的德国青年国家足球队。其中他跟随德国U17队加冕了2009年U17欧锦赛冠军，并参加了同一年度举办的U17世界杯足球赛，于决赛周获得过两次上阵机会。此后，他又入选德国U21队参加2015年U21欧锦赛，并随队进入这项赛事的半决赛。
至2015年10月下旬，马尔勒决定未来代表土耳其国家足球队参加国际赛事。随即，他于同年11月13日在时任土耳其主教练的征召下完成成年组国家队首秀，在以2比1战胜卡塔尔的友谊赛中于下半场替换厄兹亚库普登场亮相。